# Наводнение в Центральной Европе (1997)
Наводнение в Центральной Европе произошло в июле 1997 года, когда вышли из русел реки Одра и Морава. Затронуло Польшу, Чехию и Германию. 114 человек считаются погибшими, материальный убыток составил 4,5 млрд долларов.
Наводнение началось в Чехии, а позже распространилось на территорию Польши и Германии. В Польше это наводнение считается одним из самых катастрофических за всю историю страны, из-за чего было названо Наводнением тысячелетия (пол. Powódź tysiąclecia). Этот термин используется также в Германии (нем. Jahrtausendflut).

## Причины
Причиной наводнения послужили два дождливых периода в юго-западной Польше и северной Чехии, 3—10 и 17—22 июля. Появление большого количество осадков вызвано перемещением Генуэзского циклона из северной Италии в Моравию и Польшу. Южная Польша оставалась центром низкого давления долгий период времени.
Количество выпавших за несколько дней осадков соответствует среднему за несколько месяцев. Уровень составлял 300—600 мм. Уровень воды поднялся на 2—3 м. Эти дожди были одними из самых сильных во всей мировой истории.
Наводнение 1997 года было названо «Мировым», потому что вероятность таких дождей в конкретный год оценивается как 0,1 %.

## Развитие событий
Наводнение началось 5 июля в Чехии, 6 июля распространилось на территорию Польши. Эти наводнения были очень быстрыми внезапными паводками, уровень воды вырос на 4 м за полдня.
В Польше первыми пострадавшими населёнными пунктами был город Глухолазы и близлежащие поселения. Премьер-министр Влодзимеж Цимошевич посетил город 7 июля. Бедствие вскоре затронуло и город Рацибуж. В городе Клодзко пострадали несколько древних зданий, возраст которых превышал сотню лет. 8 июля наводнение достигло город Крапковице.
Река Одер вышла из русла и затопила все города на своём берегу. 10 июля был затоплен город Ополе, 12 июля — города Вроцлав и Рыбник, немного позднее — город Глогув.
На польско-немецкой границе (граница по Одеру — Нейсе) скорость наводнения уменьшилась. Благодаря этому немецкая сторона успела подготовиться, из-за чего ущерб был гораздо меньше.
18 июля президент Польши Александр Квасьневский объявил день национального траура.

## Уровень воды
Ниже приведена таблица с записью уровней воды на реке Одра во время наводнения:
| Место                        | Км от истока Одры | Макс. уровень воды, см | Дата                            |
| ---------------------------- | ----------------- | ---------------------- | ------------------------------- |
| Рацибуж, Польша              | 55,5              | 1045                   | 9 июля 1997                     |
| Уйсце-Нысы, Польша           | 180,5             | 768                    | 10 июля 1997                    |
| Рендзин, Польша              | 261,1             | 1030                   | 13 июля 1997                    |
| Бжег-Дольны, Польша          | 284,7             | 970                    | 13 июля 1997 — 14 июля 1997     |
| Мальчице, Польша             | 304,8             | 792                    | 14 июля 1997 — 15 июля 1997     |
| Сьцинава, Польша             | 331,9             | 732                    | 15 июля 1997                    |
| Глогув, Польша               | 392,9             | 712                    | 16 июля 1997                    |
| Нова-Суль, Польша            | 429,8             | 681                    | 16 июля 1997                    |
| Цигацице, Польша             | 471,3             | 682                    | 19 июля 1997                    |
| Поленцко, Польша             | 530,3             | 595                    | 24 июля 1997                    |
| Рацдорф, Германия            | 542,5             | 691                    | 24 июля 1997                    |
| Айзенхюттенштадт, Германия   | 554,1             | 717                    | 24 июля 1997                    |
| Франкфурт-на-Одере, Германия | 584,0             | 657—656                | 27 июля 1997                    |
| Слубице, Польша              | 584,1             | 637                    | 27 июля 1997                    |
| Кюстрин-Киц, Германия        | 614,8             | 653                    | 27 июля 1997 — 28 июля 1997     |
| Киниц, Германия              | 633,0             | 628                    | 24 июля 1997                    |
| Гоздовице, Польша            | 645,3             | 659                    | 31 июля 1997 — 1 июля 1997      |
| Хоэнзатен-Финов, Германия    | 664,9             | 729                    | 31 июля 1997                    |
| Хоэнзатен, Германия          | 667,2             | 805                    | 31 июля 1997                    |
| Белинек, Польша              | 673,5             | 712                    | 31 июля 1997 — 1 августа 1997   |
| Штюцков, Германия            | 680,5             | 1009                   | 29 июля 1997                    |
| Шведт, Германия              | 690,6             | 886                    | 2 августа 1997                  |
| Шведт, Германия              | 697,0             | 840                    | 1 августа 1997 — 2 августа 1997 |
| Видухова, Польша             | 701,8             | 760                    | 2 августа 1997 — 3 августа 1997 |
| Гарц, Германия               | 8,0               | 698                    | 1 августа 1997 — 2 августа 1997 |
| Мешерин, Германия            | 14,1              | 672                    | 3 августа 1997                  |
| Грыфино, Польша              | 718,5             | 649                    | 3 августа 1997                  |
| Иккермюнде, Германия         | Щецинский залив   | 536                    | 6 августа 1997                  |